# 1221 (альбом)
«1221» — альбом-сборник украинской группы «Океан Ельзи», выпущенный 7 декабря 2006 года на лейбле Moon Records. Название альбома символизирует 21 хит, созданный группой за 12 лет её существования. В сборник входят ранее не исполнявшаяся песня «Вона підійшла до вікна» (укр. Она подошла к окну), а также новые версии песен «Ото була весна», «Відчуваю» и «911 (тихий океан)».

## Список композиций
1. Long time ago (3:48)
2. Вона підійшла до вікна (4:33)
3. Там, де нас нема (3:29)
4. Поїзд «чужа любов» (3:59)
5. Йду на дно (3:35)
6. Янанебібув (3:17)
7. Той день (3:57)
8. Відпусти (3:50)
9. Ото була весна (4:48)
10. Вставай (2:57)
11. Друг (ч.1) (1:23)
12. Друг (ч.2) (4:06)
13. Вулиця (4:49)
14. 911 (тихий океан) (3:39)
15. Майже весна (4:12)
16. Холодно (3:52)
17. Дівчина з іншого життя (3:40)
18. Без бою (4:20)
19. Відчуваю (версія 2) (3:58)
20. Вище неба (4:00)
21. Не питай (2:36)